# Quixeré
Quixeré é um município do nordeste brasileiro do estado do Ceará. Localizado na Mesorregião do Jaguaribe, na Microrregião do Baixo Jaguaribe, no Vale do Jaguaribe, estando a 176 km de distância da capital Fortaleza.

## História
Por volta de 1840, a atual região do município de Quixeré começa a ser habitada, dando início a um povoado, com o nome de Tabuleiro. Ao se consolidar como um dos principais distritos da cidade de Russas, conseguiu conquistar sua autonomia no século XX. Em 4 de dezembro de 1933 é elevado à categoria de vila, mudando seu nome para o atual.
Em razão da promulgação da Lei nº 3.573, de 11 de abril de 1957, o distrito de Quixeré conquistou sua emancipação política, cuja efetivação se deu no dia 15 de maio daquele ano.
A origem do nome Quixeré vem do Tupi Guarani, que quer dizer "Rio estreito de águas salobras e barrentas".

## Demografia
Composição populacional em seus 617 km² de município.
| Ano  | Habitantes |
| ---- | ---------- |
| 1991 | 13.801     |
| 1996 | 15.217     |
| 2000 | 16.862     |
| 2007 | 18.652     |
| 2010 | 19.412     |
| 2015 | 21.572     |

Distritos de Quixeré
O município possui entre outros, os distritos de Água Fria, Boqueirão e Lagoinha. Em 2016, o distrito de Tomé deixou de fazer parte de Quixeré e passou a ser incorporado ao município de Limoeiro do Norte.

## Economia
O PIB do município de Quixeré é quase todo composto pelos serviços.
| Setor primário   | 3,65 %  |
| Setor secundário | 6,11 %  |
| Setor terciário  | 90,24 % |

## Turismo
Atrativos históricos/arquitetônicos
- Igreja Matriz
- Mercado Público
- A Paixão de Cristo
- Carnaval na Barragem
- Bonecos Gigantes
- Festejos da Imaculada Conceição
- Lagoa Do Pontal

Outros atrativos
- Barragem do Rio Jaguaribe
- Bicas d'água na encosta da Chapada do Apodi
- Bar do Rolô no Sítio Cabeça Santa Cruz
- Rio das Cruzes
- Vaquejada do Parque Janú
- Rio de "Seu Eduardo Lipinha"